# Хора, Йоан
Адриан Йоан Хора (рум. Adrian Ioan Hora род. 21 августа 1988, Орадя) — румынский футболист, игрок сборной Румынии.

## Карьера
Хора родился в Ораде в 1988 году и начал свою карьеру в молодежном клубе. Он начал свою профессиональную карьеру в клубе «УТА» в 2005 году и играл в нем до 2008 года, когда перешел в футбольный клуб «Глория». Он дебютировал за футбольный клуб «УТА» 10 сентября 2006 года в победе 2:0 над «Динамо» из Бухареста. Хора подписал трехлетний контракт с клубом на сумму 238 000 евро. Он дебютировал 26 июля в победе 3:0 над футбольным клубом «Рапид» из Бухареста. Его первый гол за клуб состоялся в ничьей 2:2 со «Стяуа». В своем втором сезоне в клубе он принял участие в 30 матчах, забив четыре раза.
Всю игровую карьеру играл в клубах Румынии, а также играл в Турции за «Коньяспор», «Акхисарспор» и «Элязыгспор», а затем вернулся в Румынию.